# 霍讷雷特山
47°22′39″N 8°24′17″E / 47.37753°N 8.40473°E

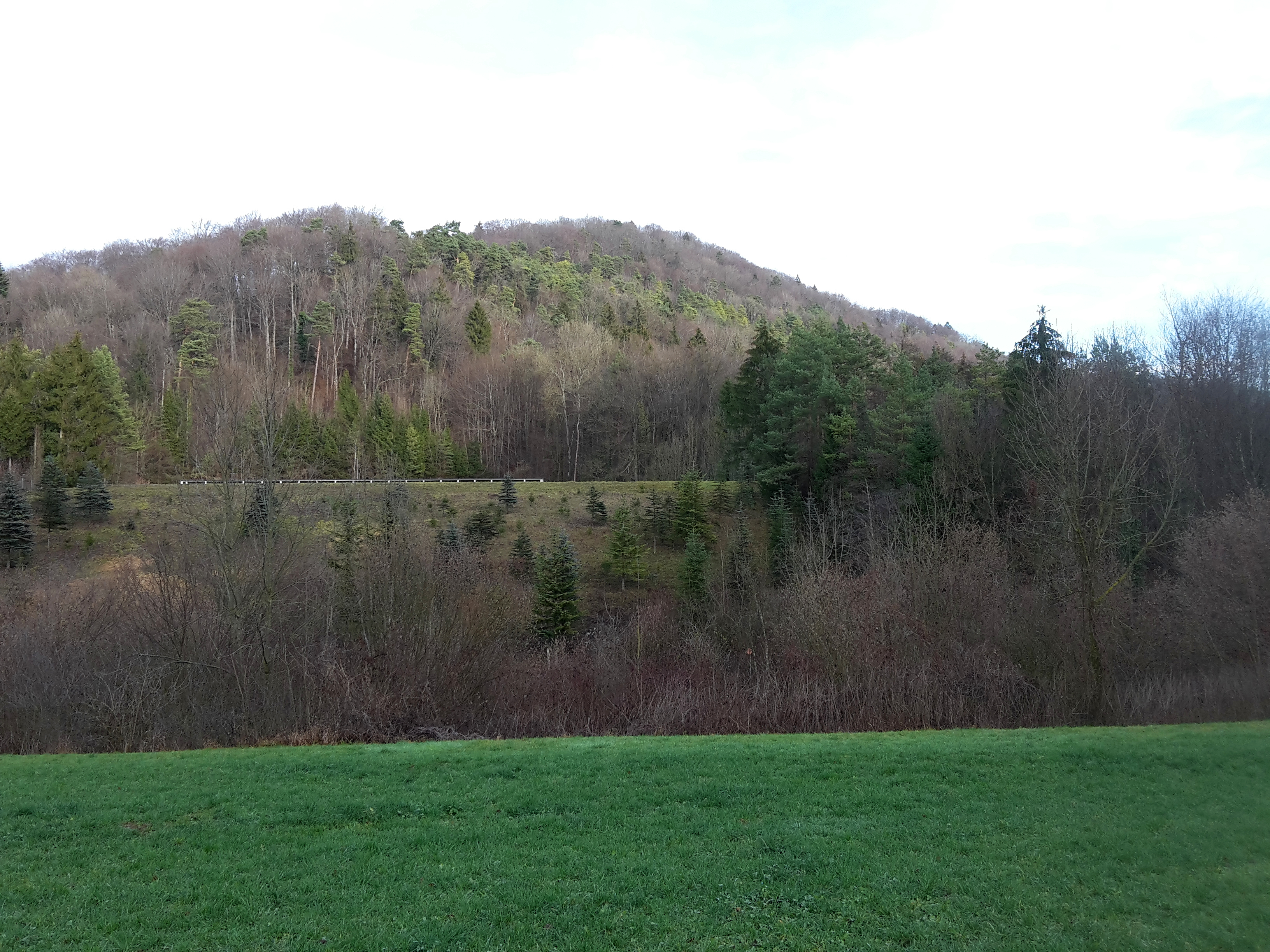

霍讷雷特山（德語：Honeret）是瑞士蘇黎世州的山峰，位於該國北部，處於迪蒂孔和烏多夫接壤的邊界，距離霍赫比爾山0.7公里，海拔高度581米。